# Estats bàltics

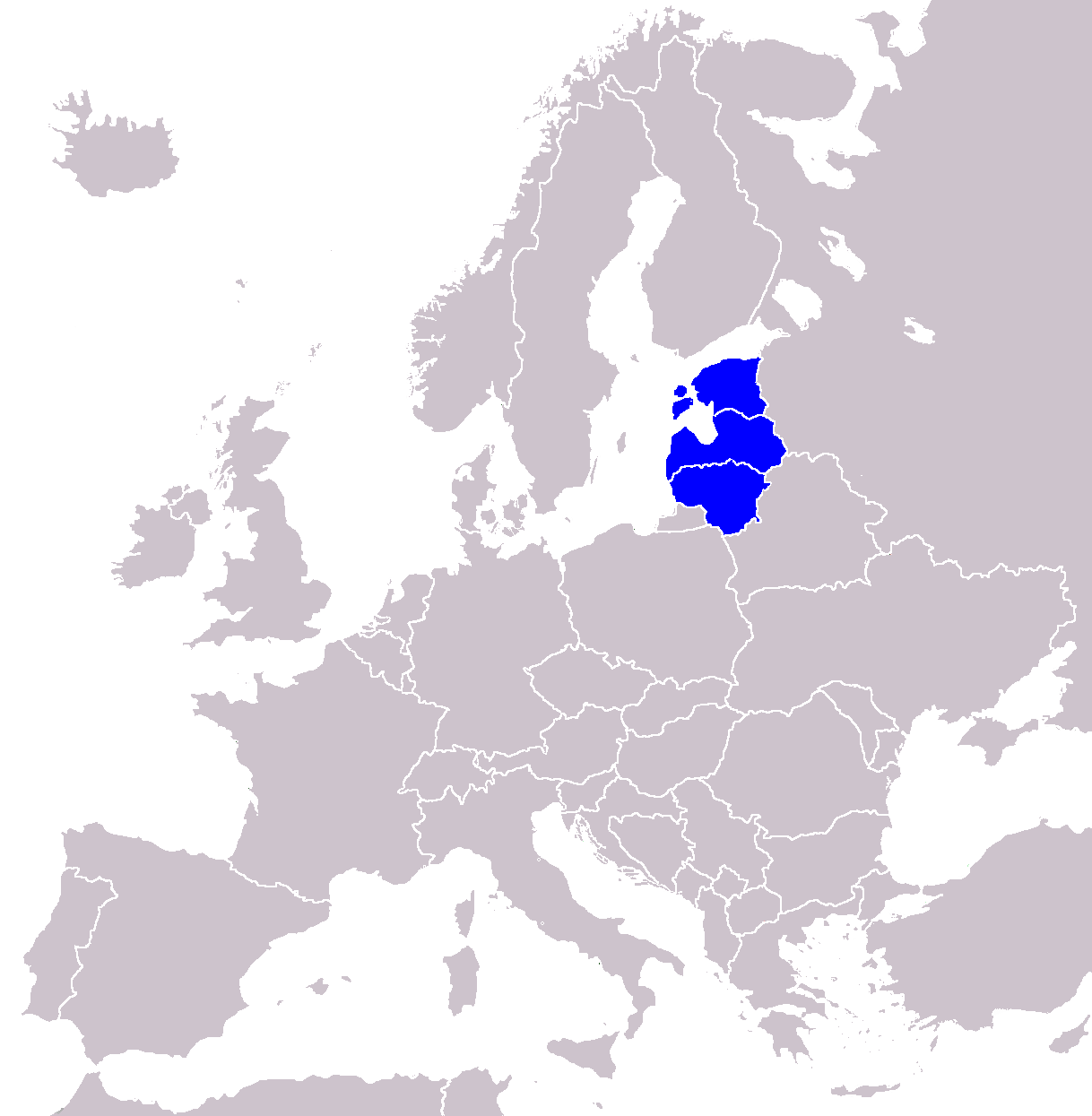
Situació dels estats bàltics a Europa

Els estats bàltics són el conjunt format per Estònia, Letònia i Lituània, tots els quals van estar sota el control de la Unió Soviètica durant els anys 1940–1941 i 1944/1945-1991. Des d'un punt de vista lingüístic, tan sols els letons i els lituans són pobles «bàltics» pròpiament dits, ja que els estonians parlen una llengua finesa que no té cap mena de relació amb les altres dues. Estònia, Letònia i Lituània són membres de la Unió Europea i de l'OTAN des del 2004. Avui dia, tots aquests tres estats de la riba oriental de la mar Bàltica són democràcies parlamentàries i les seves economies de mercat han experimentat una ràpida expansió en els últims anys.
Durant els anys de la guerra freda, aquests tres països es consideraven part de l'Europa de l'Est i, per regla general, es tractaven com una entitat cohesionada culturalment i històrica. Avui dia, però, es remarca sovint que Letònia, Lituània i sobretot Estònia tenen poca cosa més en comú que la proximitat geogràfica, una extensió reduïda similar i una història compartida d'ocupació soviètica.
Culturalment i històrica, és més apropiat veure Estònia, un país luterà i de llengua baltofinesa, com a pertanyent a l'òrbita cultural de l'Europa del Nord. De fet, els mateixos estonians es consideren més un poble nòrdic que no pas bàltic a causa dels seus forts lligams de tipus cultural, històric i lingüístic amb els països nòrdics. Des de la seva recuperada independència, Estònia ha mostrat un gran interès a autoidentificar-se com a nòrdica, tal com ho expressa una intervenció de l'antic primer ministre i actual president estonià Toomas Hendrik Ilves, titulada «Estònia com a país nòrdic».
En menor grau, les regions septentrionals de Letònia també han estat influïdes per les tradicions luteranes i del nord d'Europa. La resta del país, particularment el sud-est, i al llarg del seu veí meridional, Lituània, és predominantment catòlica i culturalment situada a l'Europa central. A Lituània i a la major part de Letònia, l'impacte històric de la Confederació de Polònia i Lituània, l'Imperi Rus i l'Imperi alemany ha tingut una importància crucial. A Estònia i en certes parts del nord de Letònia, els lligams històrics amb l'orde Teutònic, la lliga Hanseàtica i els imperis suec i danès han deixat una petja notable.
Cal remarcar també que, encara que políticament els estats bàltics actuals siguin repúbliques, el terme repúbliques bàltiques sovint es refereix a una realitat diferent: a les repúbliques constituents de la Unió Soviètica.
Rarament, hom es refereix a Finlàndia com un "país bàltic", tot i que normalment es considera aquest un país nòrdic, ja que si bé Finlàndia està banyada pel mar bàltic, aquest país ha tingut major relació històrica amb els Països Escandinaus. Curiosament, Estònia, que tampoc no és pròpiament un país bàltic (com sí que ho serien Letònia i Lituània), i que té una cultura molt relacionada amb la finesa, sí que és considerat àmpliament un país bàltic.